# Bliss Media Ltd
Bliss Media, Ltd és una organització internacional de  producció de pel·lícules i empresa de  distribució que ofereix finançament de pel·lícules, producció, adquisició, venda i distribució. La companyia té la seu a Hong Kong i oficines a Los Angeles i Xangai.

## Sectors
- Producció internacional de cinema
- Finançament del cinema internacional
- Adquisició de Continguts i vendes
- Branding PR
- Talent PR

## Filmografia selecta
| Title       | Year | Cast                                                   | Director     | Status         |
| ----------- | ---- | ------------------------------------------------------ | ------------ | -------------- |
| Singularity | 2011 | Josh Hartnett, Neve Campbell, Bipasha Basu, Abhay Deol | Roland Joffé | Post Producció |